# 西村直記

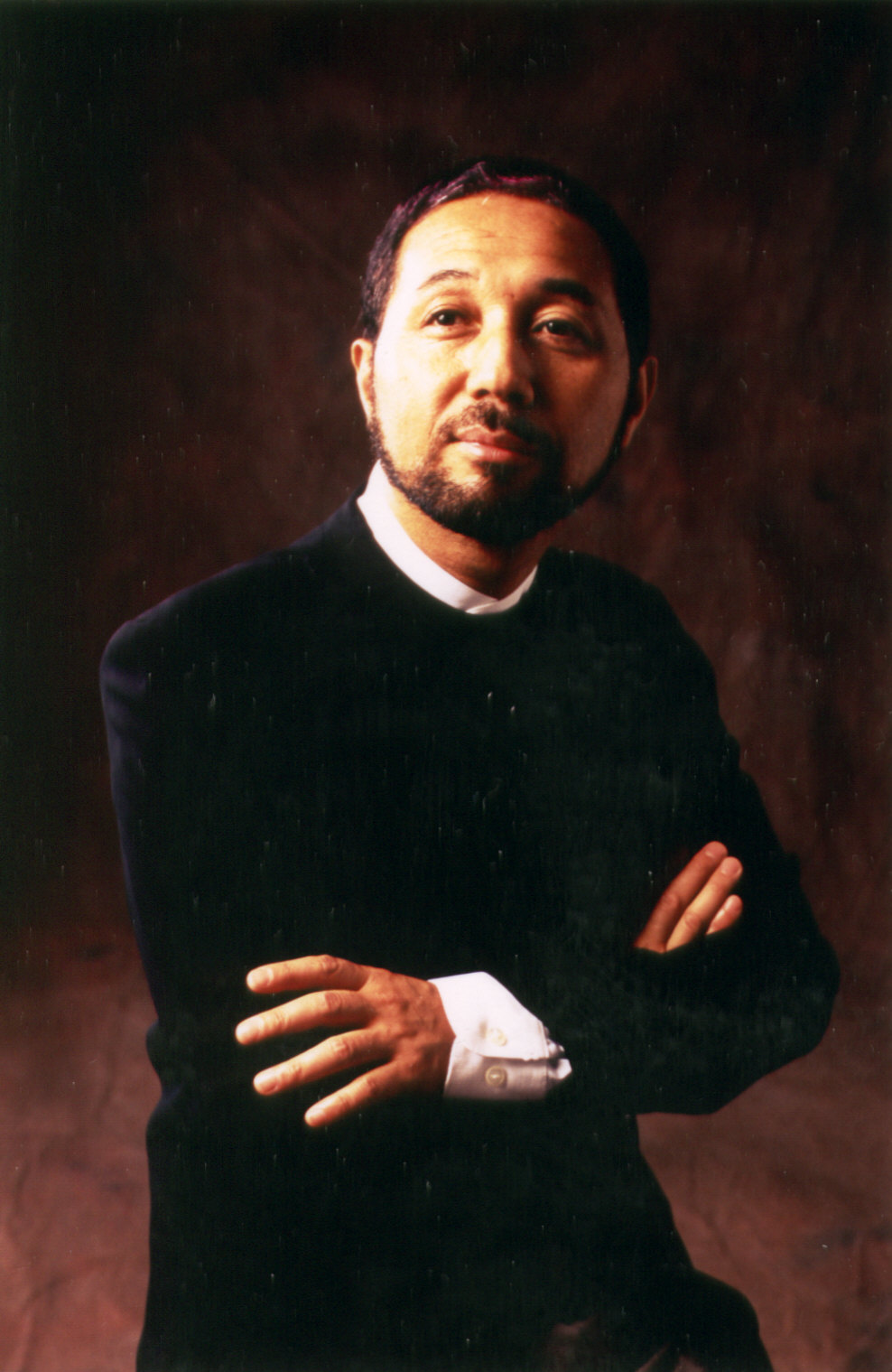
西村直記

西村 直記（にしむら なおき、1949年6月17日 - ）は、日本の作曲家、シンセサイザー奏者。「たったひとりの音楽巡礼者」と称し、「この世のすべてに光を照らし、心を浄化し、世界が平和になりますように。人も心も魂も、自然さえも安らぐ音楽を目指し」、世界を音楽巡礼している。

## 来歴
1949年愛媛県松山市生まれ。愛媛県立松山東高等学校、東京音楽大学を経て東京藝術大学卒業。その後、愛媛大学教育学部音楽科で講師を務めるかたわら、ピアノ教室を開き、地元放送局でラジオのDJも務めていた。
1979年、妊娠中の妻と当時4歳の長男・西村英将がオーケストラボックスに転落した事故をきっかけに四国八十八箇所を巡礼し、7年間半かけて巡礼組曲「四国八十八か所音楽巡礼の旅」を完成。NHK放映の「心を旅する四国八十八か所」（NHKエンタープライズ）の音楽担当。
1988年、高野山根本大塔でのコンサートを出発点にして、世界の平和と鎮魂の祈りの旅「世界八十八ヶ所音楽巡礼の旅」にでる。ハワイ真珠湾・ベルリンの壁、万里の長城や南京大虐殺地や欧米各地など世界を巡り、2000年に朝鮮半島38度線上の烏頭山統一展望台で結願コンサートをする。1990年、『如来寂音』をバチカンのローマ法王ヨハネ・パウロ2世の前で謁見演奏する。
以後、1993年アニメ映画『MOTHER 最後の少女イヴ』の音楽担当。1994年のピエール・カルダン「遷都1200年記念ファッションショー in 御寺泉涌寺」の音楽担当。1996年テレビ東京「ドキュメンタリー人間劇場 大地に奏でるこころの旅～ある音楽巡礼者の記録」（演出：若松孝二）に出演。1997年にカーネギー・ホールでコンサート。映画『GOING WEST 西へ…』音楽担当。1998年「ユネスコ世界遺産DVD・ビデオコレクション」の音楽担当。
1997年から、高知県安芸市の旧畑山小中学校跡にスタジオを設け、童謡作りに参画し、童謡詩人金子みすゞの512編の詩のすべてに作曲。楽譜集「みんなを好きに」「砂の王国」（合唱編）、ジョン万次郎の生涯を描いた「漂流」、高知新聞創刊100周年記念CD「坂本龍馬 FOREVER」やDVD「乙女さんにさし上げる～坂本龍馬の手紙を読む」（高知県立坂本龍馬記念館）など制作。高野山や世界遺産登録の各寺院をはじめ、名刹からの作曲演奏も数多い。
2001年、ニューヨーク国連本部において平和コンサートをし、ここを出発点にして、第2次世界八十八ヶ所音楽巡礼の旅に出る。チベット、ハワイ沖で沈没したえひめ丸慰霊碑、サイパン、広島・長崎、エストニア、ダライ・ラマ法王の前での謁見演奏、中国の盧溝橋や西安などを経て、2013年に高野山に結願報告。 　
2014年11月、イスラエルを出発点にして、第3次世界八十八ヶ所音楽巡礼の旅に旅立つ。

## 出演番組
- FMクラシックサロン（エフエム愛媛）[1]

## WEB記事
- ウィキメディア・コモンズには、西村直記に関するカテゴリがあります。
- 鎮魂の軌跡 西村直記 音楽巡礼<1><2><3><4><5><6> - 高知新聞